# Илья-дес-Конильс
Илья-дес-Конильс (кат. Illa des Conills), или Конежера (Конехера, исп. Isla Conejera) — небольшой необитаемый остров в Средиземном море, второй по величине из островов архипелага Кабрера, входящего в состав Балеарских островов (Испания). Административно относится к муниципии Пальма-де-Мальорка.
Площадь острова — 1,375 км², периметр поверхности — 6383 м, Ширина составляет 1,1 км, длина — 1,8 км. Наивысшая точка расположена в средней части острова у восточного берега на высоте 122 м над уровнем моря. Крайней западной точкой является мыс Эскалета, крайней восточной — мыс Кала-Эстрета. Берега острова крутые и обрывистые, относительно пологи они лишь на севере, где расположена бухта Эстрета.
Ближайшие соседние острова: Ла-Эспонжа (465 м севернее), На-Плана (600 м северо-восточнее), На-Редона (1 км юго-восточнее) и Кабрера (1,12 км южнее).
В прошлом остров был обитаем, об этом свидетельствуют шесть обнаруженных мест со следами деятельности человека.
Остров входит в состав Национального парка архипелага Кабрера, уникального произрастающими на его территории эндемичными видами растений.

## Флора
На острове произрастают следующие виды растений:
- Aetheorhiza bulbosa[англ.] = Crepis willkommii = Crepis bulbosa
- Ajuga iva[исп.] (лат. Ajuga iva);
- Alkanna lutea[исп.] (лат. Alkanna lutea);
- Лук виноградный (лат. Allium ampeloprasum)
- Allium subhirsutum[англ.] (лат. Allium subhirsutum);
- Очный цвет полевой (лат. Anagallis arvensis);
- Arenaria leptoclados[исп.] (лат. Arenaria leptoclados);
- Arisarum vulgare[исп.] (лат. Arisarum vulgare);
- Asparagus acutifolius[исп.] (лат. Asparagus acutifolius);
- Костенец волосовидный (лат. Asplénium trichománes);
- Asteriscus aquaticus[исп.] (лат. Asteriscus aquaticus);
- Bellis annua[исп.] (лат. Bellis annua);
- Brachypodium distachyon[англ.] (лат. Brachypodium distachyon);
- Brachypodium retusum[исп.] (лат. Brachypodium retusum);
- Calendula arvensis[исп.] (лат. Calendula arvensis);
- Campanula erinus[исп.] (лат. Campanula erinus);
- Cardamine hirsuta (лат. Cardamine hirsuta);
- Carduus tenuiflorus (лат. Carduus tenuiflorus);
- Centaurea melitensis[исп.] (лат. Centaurea melitensis);
- Centranthus calcitrapae[исп.] (лат. Centranthus calcitrapae);
- Ceterach officinarum[англ.] (лат. Ceterach officinarum);
- Марь постенная (лат. Chenopódium murále);
- Хризантема увенчанная (лат. Chrysanthémum coronárium);
- Cistus monspeliensis[исп.] (лат. Cistus monspeliensis);
- Ломонос усатый (лат. Clematis cirrhosa);
- Cneorum tricoccon[исп.] (лат. Cneorum tricoccon);
- Coronopus didymus[англ.] (лат. Coronopus didymus);
- Cosentinia vellea
- Crassula tillaea[англ.] (лат. Crassula tillaea);
- Повилика тимьяновая (лат. Cuscuta epithymum);
- Ежа сборная (лат. Dáctylis glomeráta);
- Морковь дикая (лат. Dáucus gingidium);
- Desmazeria rigida
- Dittrichia viscosa[исп.] (лат. Dittrichia viscosa);
- Echium parviflorum[исп.] (лат. Echium parviflorum);
- Ephedra fragilis[англ.] (лат. Ephedra fragilis);
- Erica multiflora[исп.] (лат. Erica multiflora);
- Erodium chium;
- Аистник обыкновенный (лат. Erodium cicutarium);
- Erodium malacoides[исп.] (лат. Erodium malacoides);
- Eruca vesicaria[исп.] (лат. Eruca vesicaria);
- Euphorbia dendroides (лат. Euphorbia dendroides);
- Молочай малый (лат. Euphorbia exigua);
- Молочай огородный (лат. Euphorbia peplus);
- Evax pygmaea
- Ferula communis[исп.] (лат. Ferula communis);
- Жабник пирамидальный (лат. Filago pyramidata);
- Frankenia laevis[исп.] (лат. Frankenia laevis);
- Франкения порошистая (лат. Frankenia pulverulenta);
- Fumaria capreolata[англ.] (лат. Fumaria capreolata);
- Galium divaricatum (лат. Galium divaricatum);
- Galium murale[исп.] (лат. Galium murale);
- Galium spurium (лат. Galium spurium);
- Geranium molle[исп.] (лат. Geranium molle);
- Geranium purpureum[англ.] (лат. Geranium purpureum);
- Geranium rotundifolium[исп.] (лат. Geranium rotundifolium);
- Шпажник обыкновенный (лат. Gladiolus communis);
- Heliotropium curassavicum[англ.] (лат. Heliotropium curassavicum);
- Heliotropium europaeum[англ.] (лат. Heliotropium europaeum);
- Herniaria cinerea[исп.] (лат. Herniaria cinerea);
- Hordeum murinum[исп.] (лат. Hordeum murinum);
- Можжевельник красноплодный (лат. Juniperus phoenicea);
- Limonium caprariense[швед.] (лат. Limonium caprariense);
- Limonium echioides[исп.] (лат. Limonium echioides);
- Лобулярия приморская (лат. Lobularia maritima)
- Lophochloa cristata[исп.] (лат. Lophochloa cristata);
- Мальва мелкоцветковая (лат. Malva parviflora);
- Mercurialis annua[исп.] (лат. Mercurialis annua);
- Mesembryanthemum nodiflorum[англ.] (лат. Mesembryanthemum nodiflorum);
- Micromeria filiformis
- Гадючий лук хохлатый (лат. Muscari comosum);
- Нарцисс букетный (лат. Narcissus tazetta);
- Neatostema apulum[исп.] (лат. Neatostema apulum);
- Олива европейская (лат. Olea europaea);
- Pallenis spinosa[исп.] (лат. Pallenis spinosa);
- Parietaria diffusa[исп.] (лат. Parietaria diffusa);
- Parietaria lusitanica
- Phillyrea media[исп.] (лат. Phillyrea media);
- Мастиковое дерево (лат. Pistacia lentiscus);
- Plantago afra[исп.] (лат. Plantago afra);
- Подорожник оленерогий (лат. Plantago coronopus);
- Мятлик однолетний (лат. Poa annua);
- Polycarpon polycarpoides subsp. colomense
- Polycarpon tetraphyllum[исп.] (лат. Polycarpon tetraphyllum);
- Polypodium cambricum;
- Многобородник приморский (лат. Polypogon maritimus subsp. subspathaceus);
- Резеда жёлтенькая (лат. Reseda luteola);
- Rumex bucephalophorus[исп.] (лат. Rumex bucephalophorus);
- Ruta chalepensis[исп.] (лат. Ruta chalepensis);
- Sagina apetala[англ.] (лат. Sagina apetala);
- Sagina maritima[англ.] (лат. Sagina maritima);
- Scrophularia peregrina[швед.] (лат. Scrophularia peregrina);
- Sedum dasyphyllum (лат. Sedum dasyphyllum);
- Sedum rubens[исп.] (лат. Sedum rubens);
- Sedum sediforme[исп.] (лат. Sedum sediforme);
- и др.